# Juneau County
Das Juneau County ist ein County im US-amerikanischen Bundesstaat Wisconsin. Im Jahr 2020 hatte das County 26.718 Einwohner und eine Bevölkerungsdichte von 13,4 Einwohnern pro Quadratkilometer. Der Verwaltungssitz (County Seat) ist Mauston, das nach M. M. Maughs benannt wurde, dem ersten Mühlenbesitzer hier.

## Geografie
Das County liegt etwas südlich des geografischen Zentrums von Wisconsin. Es hat eine Fläche von 2083 Quadratkilometern, wovon 95 Quadratkilometer Wasserfläche sind.
Es wird im Osten vom Wisconsin River begrenzt, einem linken Nebenfluss des Mississippi. Durch das Zentrum des Countys fließt der Lemonweir River bis zu seiner Mündung in den Wisconsin River.
An das Juneau County grenzen folgende Nachbarcountys:
| Jackson County | Wood County |                 |
| Monroe County  |             | Adams County    |
| Vernon County  | Sauk County | Columbia County |

## Geschichte
Das Juneau County wurde am 13. Oktober 1856 aus Teilen des Adams County gebildet. Benannt wurde es nach Solomon Juneau, einem frühen Händler in diesem Gebiet und späteren ersten Bürgermeister von Milwaukee.

## Bevölkerung
Nach der Volkszählung im Jahr 2010 lebten im Juneau County 26.664 Menschen in 10.787 Haushalten. Die Bevölkerungsdichte betrug 13,4 Einwohner pro Quadratkilometer. In den 10.787 Haushalten lebten statistisch je 2,39 Personen.
Ethnisch betrachtet setzte sich die Bevölkerung zusammen aus 94,6 Prozent Weißen, 2,2 Prozent Afroamerikanern, 1,6 Prozent amerikanischen Ureinwohnern, 0,5 Prozent Asiaten, 0,1 Prozent Polynesiern sowie aus anderen ethnischen Gruppen; 1,0 Prozent stammten von zwei oder mehr Ethnien ab. Unabhängig von der ethnischen Zugehörigkeit waren 2,8 Prozent der Bevölkerung spanischer oder lateinamerikanischer Abstammung.
20,8 Prozent der Bevölkerung waren unter 18 Jahre alt, 61,0 Prozent waren zwischen 18 und 64 und 18,2 Prozent waren 65 Jahre oder älter. 47,3 Prozent der Bevölkerung war weiblich.

Das jährliche Durchschnittseinkommen eines Haushalts lag bei 45.461 USD. Das Pro-Kopf-Einkommen betrug 23.527 USD. 13,1 Prozent der Einwohner lebten unterhalb der Armutsgrenze.

## Ortschaften im Juneau County
Citys
- Elroy
- Mauston
- New Lisbon
- Wisconsin Dells1

Villages
| - Camp Douglas - Hustler - Lyndon Station | - Necedah - Union Center - Wonewoc |

Unincorporated Communities
| - Cloverdale - Cutler - Finley - Indian Heights - Kelly | - Lemonweir - Lindina - Lone Rock - Mather - Meadow Valley | - New Miner - Orange Mill - Sprague |

1 – teilweise im Adams, Columbia und im Sauk County

## Gliederung
Das Juneau County ist neben den vier Citys und sechs Villages in 19 Towns eingeteilt:
| Town               | Einwohner (2010) | FIPS     |
| ------------------ | ---------------- | -------- |
| Town of Armenia    | 699              | 55-02850 |
| Town of Clearfield | 728              | 55-15225 |
| Town of Cutler     | 326              | 55-18225 |
| Town of Finley     | 97               | 55-25850 |
| Town of Fountain   | 555              | 55-26825 |
| Town of Germantown | 1471             | 55-28850 |
| Town of Kildare    | 681              | 55-39575 |

| Town              | Einwohner (2010) | FIPS     |
| ----------------- | ---------------- | -------- |
| Town of Kingston  | 91               | 55-39800 |
| Town of Lemonweir | 1743             | 55-43300 |
| Town of Lindina   | 718              | 55-44675 |
| Town of Lisbon    | 912              | 55-44825 |
| Town of Lyndon    | 1384             | 55-46525 |
| Town of Marion    | 426              | 55-49375 |
| Town of Necedah   | 2327             | 55-55725 |

| Town                     | Einwohner (2010) | FIPS     |
| ------------------------ | ---------------- | -------- |
| Town of Orange           | 570              | 55-60150 |
| Town of Plymouth         | 597              | 55-63650 |
| Town of Seven Mile Creek | 358              | 55-72625 |
| Town of Summit           | 646              | 55-78300 |
| Town of Wonewoc          | 687              | 55-88525 |